# 阿沙夫·阿玛亚
阿沙夫·阿玛亚（英語：Ashraf Amaya，1971年11月23日—），美国NBA联盟职业篮球运动员。